# ادوارد کانلی
اِدوارد کانِلی (انگلیسی: Edward Connelly؛ ۳۰ دسامبر ۱۸۵۹ – ۲۱ نوامبر ۱۹۲۸) هنرپیشه سینما و تئاتر اهل کشور ایالات متحده آمریکا بود. وی در فیلم‌های صامت بازی می‌کرد.

## فیلمشناسی
از فیلم‌هایی که وی در آن نقش داشته است می‌توان به عشق، بیوه سرمست، نمایش و کمیل اشاره کرد.